# Стары-Тарг (гмина)
Стары-Тарг (пол. Stary Targ) — сельская гмина (волость) в Польше, входит как административная единица в Штумский повет, Поморское воеводство. Население — 6594 человека (на 2004 год).

## Демография
| Перепись                       | Всего   | Всего | Женщины | Женщины | Мужчины | Мужчины |
| ------------------------------ | ------- | ----- | ------- | ------- | ------- | ------- |
| Единицы                        | человек | %     | человек | %       | человек | %       |
| Население                      | 6594    | 100   | 3275    | 49,7    | 3319    | 50,3    |
| Плотность населения (чел./км²) | 46,8    | 46,8  | 23,2    | 23,2    | 23,5    | 23,5    |

## Соседние гмины
1. Гмина Дзежгонь
2. Гмина Мальборк
3. Гмина Миколайки-Поморске
4. Гмина Старе-Поле
5. Гмина Штум